# Zuleika Alambert
Zuleika Alambert (Santos, 23 de dezembro de 1922 - Rio de Janeiro, 27 de dezembro de 2012) foi uma escritora, jornalista, deputada e militante marxista brasileira. Tendo iniciado sua militância política nos anos 40, foi eleita aos 23 anos como deputada estadual na cidade de Santos pelo PCB, tornando-se uma das primeiras mulheres a ocupar uma cadeira na Assembleia Legislativa de São Paulo.
 Autora dos livros "Uma jovem brasileira na URSS", "Estudantes fazem história", "Feminismo: O Ponto de Vista Marxista" entre outros, Zuleika se consagrou como uma líder feminista que lutou pelos direitos sociais no Brasil, tendo projetos como um abono de Natal que seria o precursor do 13º salário e outro que instituía a remuneração sem distinção de gênero. Por seu destaque na luta pelo protagonismo feminino na sociedade brasileira, foi homenageada em 2004 com o Prêmio Bertha Lutz.

## Biografia

### Vida Pessoal
Primogênita do oficial de justiça Juvenal Alambert e da dona de casa Josepha Prado Alambert, Zuleika nasceu no dia 23 de dezembro de 1922 na cidade de Santos. Começou seus estudos no Liceu Feminino Santista e posteriormente ingressou no Colégio Tarquínio Silva, onde cursou Administração e Finanças e tornou-se contadora. Além disso, também foi aluna de balé da professora Alzira Yaconis Becker, mãe de Cacilda Becker, e chegou a se apresentar no Teatro Municipal de Santos. Formada em ciências contábeis, iniciou sua militância política aos 20 anos durante a Segunda Guerra.

### Ativismo durante a Segunda Guerra
Em fevereiro de 1942, submarinos alemães e italianos afundaram embarcações brasileiras no oceano Atlântico, vitimando centenas de brasileiros. Zuleika então participou das manifestações populares nas ruas e praças que pressionavam o governo Vargas para declarar guerra às potências do Eixo, além de atuar na Liga de Defesa Nacional que combatia o Estado Novo. Para impedir a entrada de produtos da Espanha franquista no porto de Santos, ajudou a organizar a primeira greve portuária com os estivadores e doqueiros da região. No ano seguinte trabalhou para que o país mandasse tropas a Europa, objetivo que se concretizou com a formação da Força Expedicionária Brasileira.

### Atuação política no PCB
Em abril de 1945, Getúlio Vargas concedeu anistia a todos os presos políticos, entre eles o dirigente do PCB Luís Carlos Prestes que estava encarcerado desde 1936. Com a libertação de Prestes e a legalização do partido, Zuleika passou a fazer parte das fileiras comunistas e iniciou suas tarefas em comícios nas praças públicas e em portas das firmas santistas e de São Vicente. 
Nas eleições gerais no Brasil em 1947, elegeu-se com o apoio dos trabalhadores do porto como primeira suplente a deputada estadual pelo Partido Comunista Brasileiro. Tomou posse em 26 de setembro, em substituição ao deputado Clóvis de Oliveira Neto. No entanto, o PCB foi novamente colocado na ilegalidade em 1948 devido ao contexto da Guerra Fria, e Zuleika, assim como outros militantes do partido, teve seu mandato cassado pelo Supremo Tribunal Eleitoral. Foi então obrigada a entrar na clandestinidade, considerando a forte repressão e a ordem de prisão expedida aos deputados comunistas.

No curto período em que esteve na Assembleia, Zuleika atuou em defesa dos interesses dos trabalhadores propondo, em destaque, a concessão de um abono de Natal para os servidores do Estado que antecedeu o décimo terceiro salário. Em seu primeiro pronunciamento na ALESP, discursou sobre o papel da mulher na vida política e
social e levantou, ao lado do deputado líder da bancada comunista Caio Prado Júnior, discussões em torno da defesa da cidadania e da liberdade civil. Também atuou pela criação da Fundação Paulista de Pesquisas Científicas (atual FAPESP) através do projeto de Lei nº 248, que visava uma fundação de amparo à ciência e tecnologia com orçamento vinculado à receita estadual e de gestão política independente.

### Clandestinidade
Na década de 1950 passou a atuar em campanhas pela soberania nacional e pelo Estado de Direito, além de cumprir suas primeiras tarefas na União Soviética como Secretária-geral da União da Juventude Comunista onde João Saldanha era presidente. Atuou informalmente junto à diretoria da União Nacional dos Estudantes pela formação do Centro Popular de Cultura, nas campanhas pela Lei de Diretrizes e Bases da Educação Nacional e na defesa do Monopólio estatal do petróleo no Brasil.

### Exílio após o golpe de 1964
Com a instauração da ditadura militar no Brasil, Zuleika foi perseguida por causa de sua atuação na UNE e teve os direitos políticos suspensos por 10 anos. Foi obrigada a sair do país em 1969 após a decretação do AI-5, passando pelo Uruguai, Paraguai e Argentina até finalmente migrar para Budapeste, na Hungria. Lá passou a militar pela Federação Mundial da Juventude Democrática ajudando a organizar a campanha pelo término da Guerra do Vietnã.

Em 1971 mudou-se para Santiago no Chile, inicialmente para participar do Encontro da Juventude Mundial contra a Guerra no Vietnã. Ao se estabilizar na cidade, participou da criação do Comitê de Mulheres Brasileiras no Exílio e dos movimentos chilenos em defesa do governo de Salvador Allende. Além disso, trabalhou em uma fábrica de autopeças, na agricultura e deu curso sobre a experiência do golpe militar no Brasil.
Antevendo o golpe de Estado no Chile em 1973, Zuleika fugiu para um sítio nos arredores de Santiago e posteriormente se refugiou na embaixada da Venezuela. Após quatro meses em Caracas, buscou exílio novamente na União Soviética onde tratou da saúde abalada por subnutrição e problemas renais. No ano de 1974, com proteção da ONU, se hospedou na casa de Oscar Niemeyer em Paris. Na França, fundou o Comitê de Mulheres Brasileiras no Exterior, que congregava as exiladas na Europa.

### Retorno ao Brasil
Aprovada a Lei da Anistia em 1979, Zuleika retorna ao Brasil recepcionada por várias entidades de mulheres brasileiras. Afastou-se do PCB em 1983 para se dedicar exclusivamente ao feminismo, tendo participado da criação do Conselho Estadual da Condição Feminina do Estado de São Paulo no qual foi conselheira e presidenta entre 1985 e 1986. Recebeu, além do título de cidadã paulistana, a Medalha Anchieta e o Diploma de Gratidão do Povo de São Paulo, por serviços prestados à cidade.

### Falecimento
Em 2012 a ativista foi vítima de uma falência múltipla dos órgãos e faleceu em sua casa no Leme (zona sul do Rio de Janeiro).